# Мсцихи (Ґраєвський повіт)
Мсцихи (пол. Mścichy) — село в Польщі, у гміні Радзілув Ґраєвського повіту Підляського воєводства.
Населення — 268 осіб (2011).
У 1975-1998 роках село належало до Ломжинського воєводства.

## Демографія
Демографічна структура станом на 31 березня 2011 року:
|          | Загалом | Допрацездатний вік | Працездатний вік | Постпрацездатний вік |
| -------- | ------- | ------------------ | ---------------- | -------------------- |
| Чоловіки | 133     | 19                 | 89               | 25                   |
| Жінки    | 135     | 25                 | 69               | 41                   |
| Разом    | 268     | 44                 | 158              | 66                   |